# Ángel Rubio Castro
Ángel Rubio Castro (Guadalupe, 8 de abril de 1939) é um clérigo espanhol e bispo emérito de Segóvia.
O Arcebispo de Toledo, Enrique Cardeal Pla y Deniel, ordenou-o sacerdote em 26 de julho de 1964.
Em 21 de outubro de 2004, o Papa João Paulo II o nomeou bispo auxiliar de Toledo e bispo titular de Vergi. O arcebispo de Toledo, Antonio Cañizares Llovera, o consagrou bispo em 12 de dezembro do mesmo ano; Os co-consagrantes foram Francisco Álvarez Martínez, Arcebispo Sênior de Toledo, e Joaquín Carmelo Borobia Isasa, Bispo Auxiliar de Toledo. Seu lema era Pro vobis et pro multis.
Foi nomeado Bispo de Segóvia em 3 de novembro de 2007 e empossado em 9 de dezembro do mesmo ano. O Papa Francisco aceitou sua aposentadoria em 12 de novembro de 2014.